# Géographie de Maurice (pays)
Maurice est un État insulaire d'Afrique situé dans l'ouest de l'océan Indien, à 325 km au nord du Tropique du Capricorne. Il est souverain sur deux îles principales, Rodrigues et l'île Maurice. Cette dernière est située à 182 km à l'est-nord-est de La Réunion (France) et abrite la capitale, Port-Louis. Deux archipels composés d'îlots, de bancs de sable et d'écueils : Saint-Brandon et Agaléga, complètent les possessions de Maurice. 
L'archipel des Chagos doit être prochainement rétrocédé par le Royaume-Uni à Maurice, qui revendique également la souveraineté sur l'île Tromelin, administrée par la France. 

## Géographie physique

### Topographie

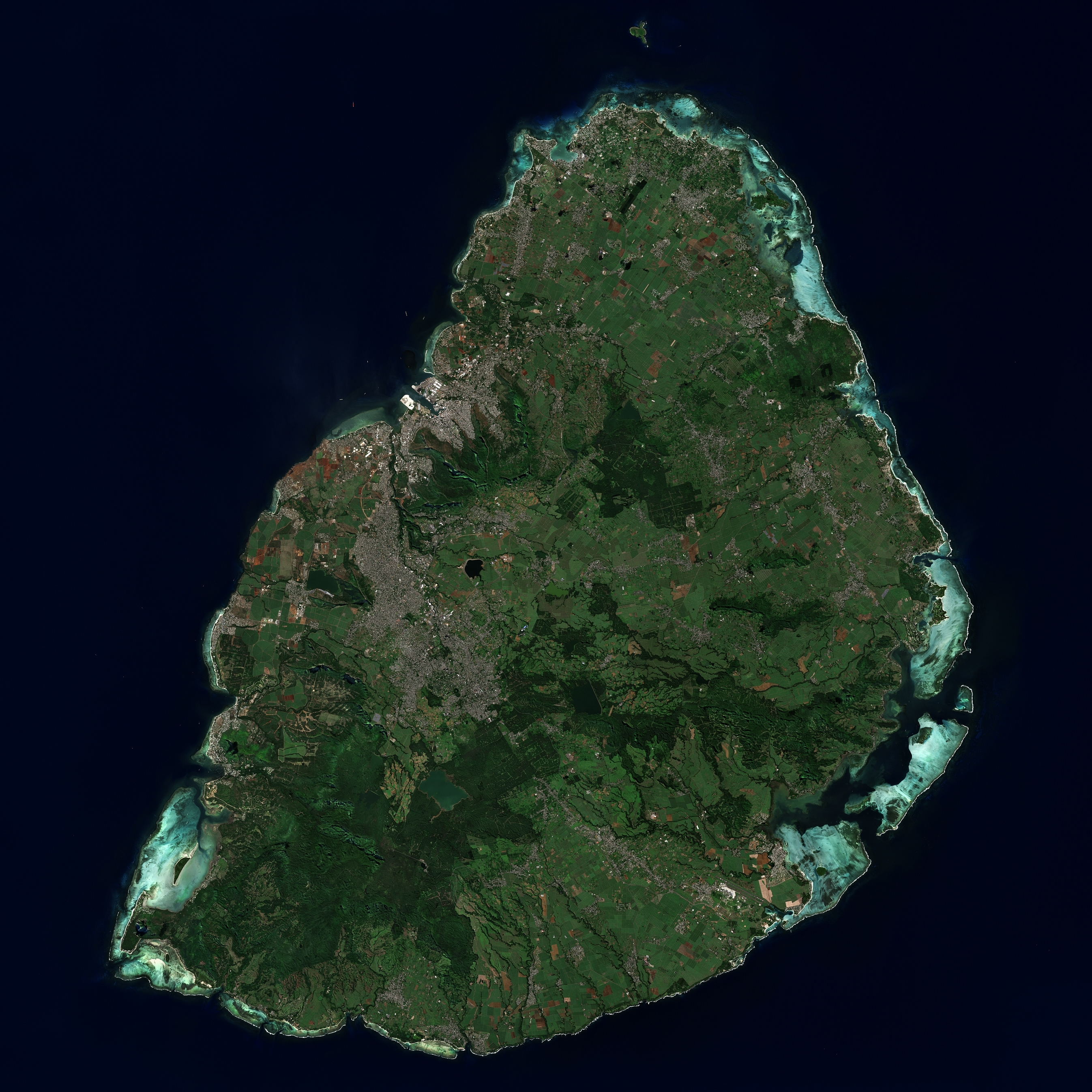
Image satellite de Maurice.

Maurice est une île d'origine volcanique appartenant à l'archipel des Mascareignes dont fait également partie l'île de La Réunion. Sa surface est de 2 040 km2, dont 10 km2 d'eau. Les 177 km de côtes sont entourées d'une barrière de corail.
Un plateau central (entre 400 et 600 mètres d'altitude) constitue l'intérieur des terres. Son sommet est le piton de la Petite Rivière Noire qui culmine à 828 mètres dans le sud-ouest de l'île.
Maurice ne possède aucune frontière terrestre avec un quelconque autre pays.

### Hydrographie
Les principaux lacs de l'Île Maurice sont le Grand Bassin, la Mare aux Vacoas, et la Nicolière.

### Climat
Le climat de type tropical est dominé par les alizés, des vents chauds de sud-est. À Port-Louis, les hivers sont relativement secs (période de mai à novembre) et les étés sont un peu plus chauds et bien plus pluvieux (période de décembre à avril), période sujette aux dépressions tropicales pouvant se transformer en cyclones. Hollanda en 1994 et Dina en 2002 sont les deux derniers cyclones importants à avoir touché l'île.

## Environnement

### Risque environnemental
- Pollution de l'eau
- Dégradation des récifs coralliens

### Accords internationaux
Principaux accords :
- Biodiversité,
- Changement climatique, Climate Change-Kyoto Protocol,
- Désertification,
- Espèces menacées,
- Règlement maritime,
- Préservation de la vie marine,
- Interdiction des tests nucléaires,

## Agriculture

### Production
Cultures
- Canne à sucre,
- Thé
- Maïs,
- Pommes de terre,
- Bananes

Élevage
- Bovins,
- Caprins

Pêche

### Utilisation de l'espace
Terres arables : 37,6 %
Jachères : 2,96 %
Pâturage : 3 %
Bois et forêts : 22 %
Autre : 23 % (en 1993)
Irrigation : 200 km2 (1998)

## Géographie humaine

### Population
1 284 264 habitants (juillet 2009).
La densité y atteint 607 hab/km2 sur les côtes.

### Langues
- Créole (80 %),
- Français (15 %) compris par 57 % de la population (données à l'OIF en 2003)
- Bhodjpouri (12,1 %),
- Anglais (1 %, langue officielle),
- Autres (3,7 %) dont Hindi, Tamoul, Telegu, Ourdou, Hakka.

### Religions
Principales religions :
- Hindouisme 48 %,
- Catholicisme 23,6 %,
- Islam 16,6 % (2000)